# Prohypotyphla flavipes
Prohypotyphla flavipes är en tvåvingeart som beskrevs av Friedrich Georg Hendel 1934. Prohypotyphla flavipes ingår i släktet Prohypotyphla och familjen Pyrgotidae. Inga underarter finns listade i Catalogue of Life.